# Rady ptáka Loskutáka
Rady ptáka Loskutáka jsou televizní pořad TV Nova, vysílaný v letech 2001–2024.

## Moderátoři
- 2001–2014 Dalibor Gondík, Adéla Gondíková, Ivan Vodochodský a Stanislav Berkovec
- 2015–2024 Petr Rychlý